# Anagarika Govinda

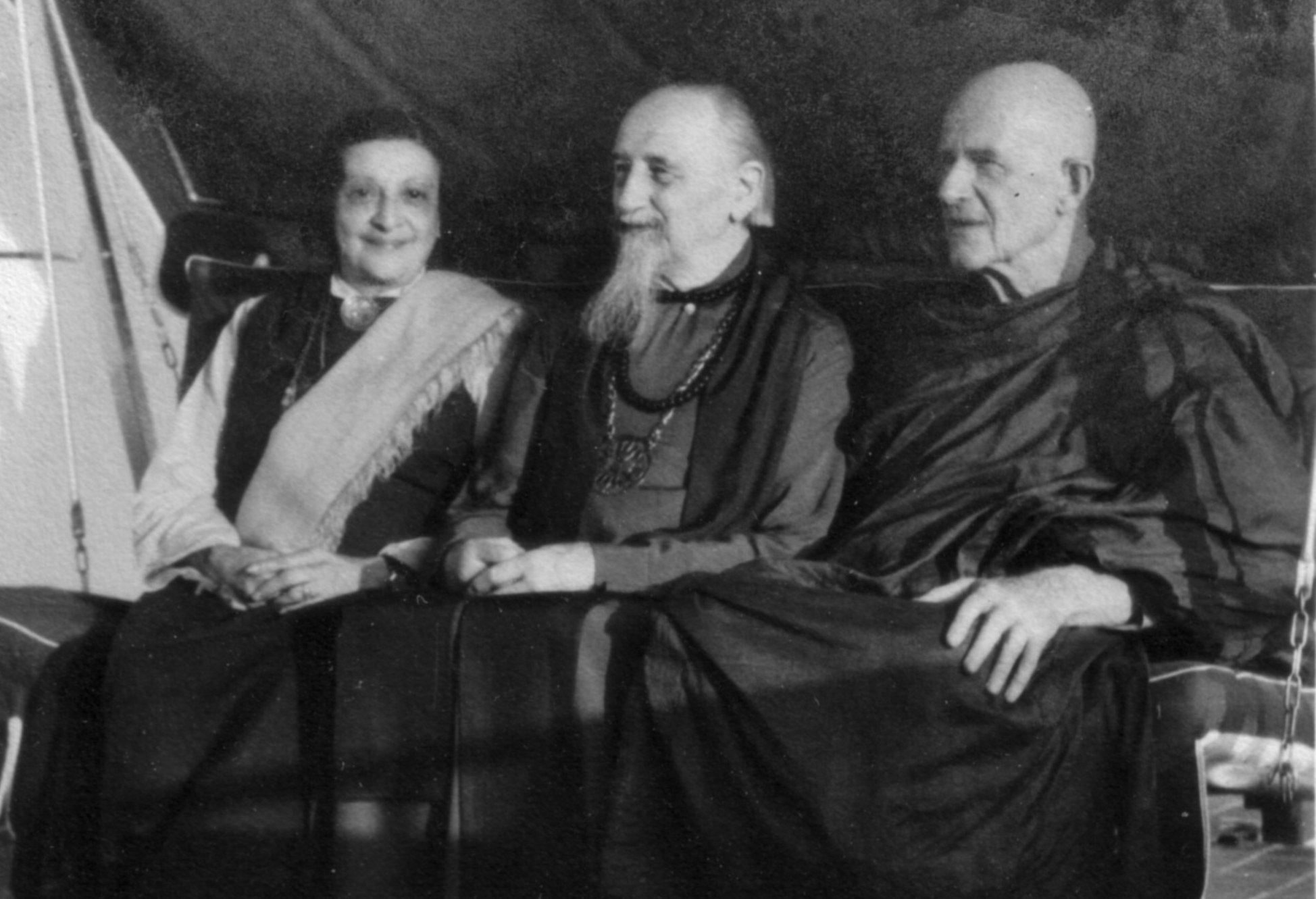
Lama Anagarika Govinda mit seiner Frau Li Gotami Govinda (links) und Nyanaponika (rechts)

Lama Anagarika Govinda (* 17. Mai 1898 in Waldheim, Sachsen als Ernst Lothar Hoffmann; † 14. Januar 1985 in Mill Valley, Kalifornien) war ein moderner deutscher Interpret des Buddhismus und Daoismus, Schriftsteller, Kunstmaler und Gründer des Ordens Arya Maitreya Mandala.

## Biografie

### Frühe Jahre

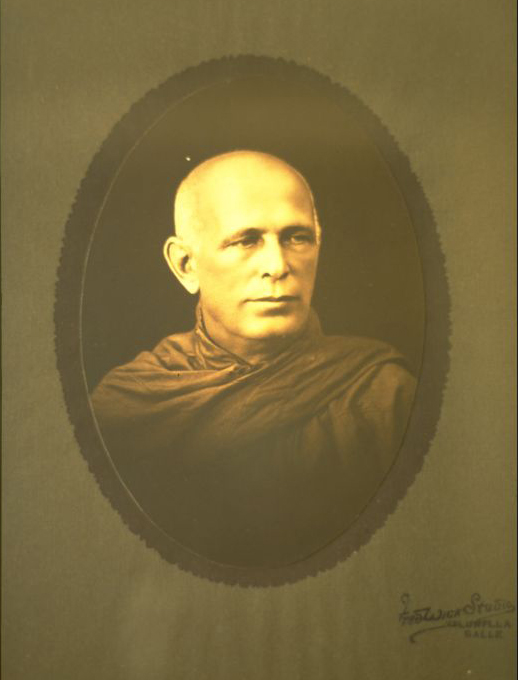
Nyānatiloka, Govindas erster buddhistischer Lehrer

Der Sohn eines deutschen Vaters und einer bolivianischen Mutter befasste sich schon als Schüler mit vergleichenden Studien zu den Weltreligionen Christentum, Islam und Buddhismus. Er studierte Philosophie und Archäologie an der Albert-Ludwigs-Universität in Freiburg im Breisgau. Von 1920 bis 1928 betrieb er archäologische Studien an der Universität Neapel Federico II und an der Universität Cagliari. Er widmete sich umfangreichen Forschungsarbeiten über die Grabtumuli im ganzen Mittelmeerraum einschließlich Nordafrika.
In dieser Zeit lebte Ernst Lothar Hoffmann in einer Künstlerkolonie auf Capri, wo er auch als Kunstmaler arbeitete. Er vollzog dort durch Lektüre eine immer intensivere Auseinandersetzung mit dem Buddhismus, lernte Pāḷi, betrieb Abhidhamma-Studien und begann systematisch nach dem Satipatthāna-Sutta zu meditieren. 1928 reiste er nach Ceylon, wo er die Gelübde eines Brahmacari ablegte. Sein erster buddhistischer Lehrer in Asien war Nyanatiloka (1878–1957), der ursprünglich Deutsche Anton Gueth, der 1911 auf der Insel Polgasduwa Abt einer buddhistischen Klostergemeinschaft geworden war. Von ihm, mit dem er auch nach Birma reiste, empfing er bei der Ordination den Namen Govinda.

### Konversion zum Vajrayana

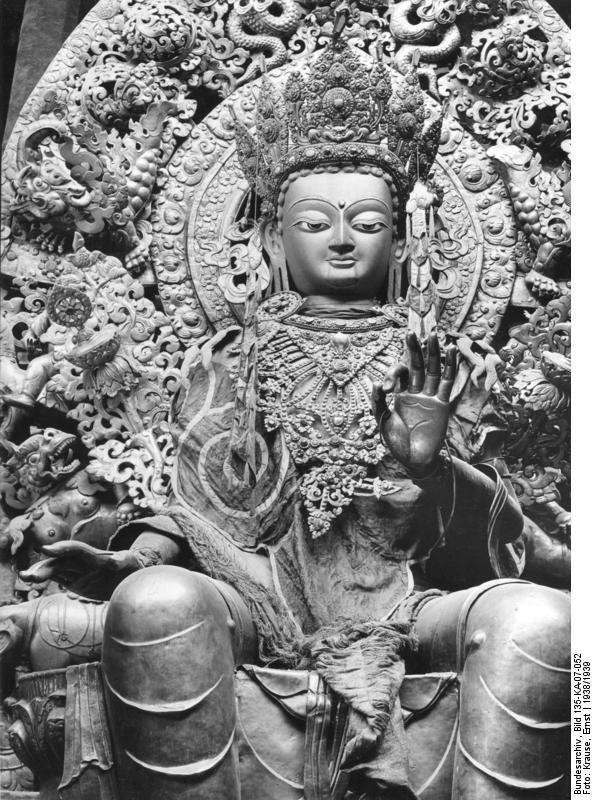
Tibetische Statue des Buddha Maitreya

1931 traf Govinda den tibetischen Lama Ngawang Kalsang, genannt Tomo Geshe Rinpoche, der ihn vom Vajrayana überzeugte und für Tibet begeisterte. In der Praxis von Ngawang Kalsang, der Govindas Lehrer wurde, spielte Maitreya, der Buddha der Zukunft, eine besondere Rolle. Govinda berichtete über Ngawang Kalsang, dass er an vielen Orten Statuen des Maitreya errichten ließ,

„um die Anhänger des Buddha daran zu erinnern, daß es nicht genügt, sich im Glanz der Vergangenheit zu sonnen, sondern daß es nötig ist, sich aktiv an der Gestaltung der Zukunft zu beteiligen und im eigenen Geist, wie auch in dem aller nach Vollendung strebenden Menschen, das Erscheinen des kommenden Buddha vorzubereiten.“

Govinda nannte den Orden, den er 1933, inspiriert von seinem Lehrer Ngawang Kalsang, stiftete, Arya Maitreya Mandala, „Kreis des edlen Maitreya“.

### Hochschullehrer in Indien

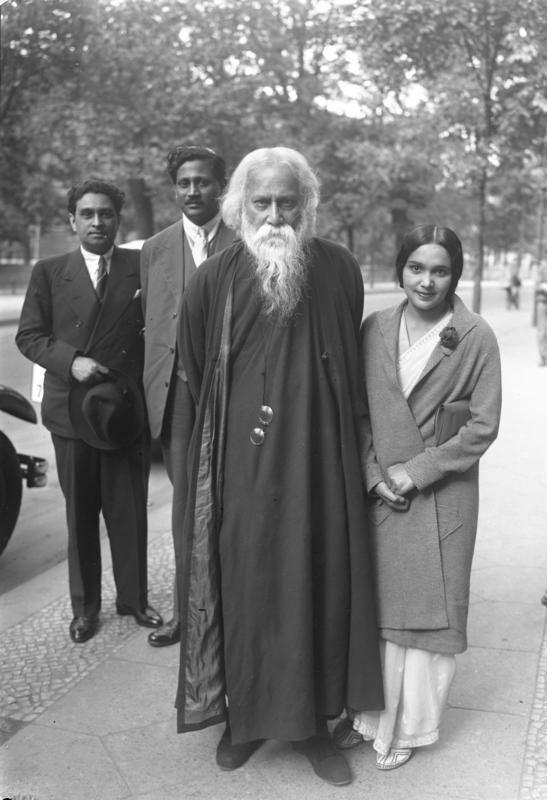
Rabindranath Tagore, 1931

Von 1931 bis 1935 lehrte Govinda an der vom indischen Literaturnobelpreisträger Rabindranath Tagore gegründeten Visva-Bharati University in Shantiniketan europäische Sprachen, buddhistische Philosophie, Psychologie und Archäologie. Indira Gandhi, die spätere Premierministerin Indiens, die in Shantiniketan studierte, lernte hier von Govinda Französisch. Mit dem Leiter der Universität Rabindranath Tagore verband Govinda eine intensive Beziehung. Tagore unterstützte 1933 auch die Gründung des Arya Maitreya Mandala und schloss sich diesem an.
1935–36 lehrte Govinda an der Patna University, wo er in einem Vorlesungszyklus „Die psychologische Haltung der frühbuddhistischen Philosophie“ behandelte. Govinda lehrte auch an der Allahabad University, der Universität von Lakhnau und an der Banaras Hindu University in Varanasi. Ab 1935 wirkte Govinda als der Generalsekretär der „International Buddhist University Association“, die es sich zur Aufgabe gesetzt hatte, eine buddhistische Universität in Indien aufzubauen.

### Forschungsreisen
Govindas Forschungs- und Pilgerreisen, die ihn durch das Buch „Der Weg der weißen Wolken“ zum Bestsellerautor machen sollten, begannen 1932. Er bereiste Sikkim und das Chumbi-Tal in Südtibet, 1933 Ladakh und das Chang-thang in Westtibet, sowie 1938 wiederum Sikkim und das tibetische Grenzgebiet. Obwohl er inzwischen britisch-indischer Staatsbürger wurde, wurde Govinda bei Ausbruch des Zweiten Weltkrieges – ebenso wie die deutschstämmigen Buddhisten Nyanatiloka und Nyanaponika – in dem durch Heinrich Harrers Buch "Sieben Jahre in Tibet" bekannt gewordenen Internierungslager Dehra Dun festgesetzt, weil er der indischen Unabhängigkeitsbewegung um Mahatma Gandhi und Jawaharlal Nehru nahestand.
1947–49 konnte er seine Forschungsreisen durch Süd-, Zentral- und Westtibet wieder aufnehmen. Es kam zur Expedition nach Tsaparang. Seit 1955 lebte Govinda als Schriftsteller und Einsiedler mit seiner indischen Frau Li Gotami Govinda im Kasar Devi Ashram in Almora – heute ein Retreatzentrum der Drikung Kagyu-Linie, im Kumaon-Himalaya.
Ab 1960 begann er ausgedehnte Vortragsreisen in den Westen; 1960 und 1965 nach Europa, 1968/69 nach den USA und Japan, 1971/72 nach Malaysia, den Philippinen, Kanada, Mexiko, die USA, Europa, Südafrika, 1974/75 nach Südostasien, USA, Hawaii sowie 1977 nach Deutschland und den USA, wo er seit 1978 in Kalifornien seinen Wohnsitz nahm und unter anderem freundschaftliche Kontakte mit Alan Watts pflegte.
Immer arbeitete Govinda auch als Kunstmaler. Wichtige Ausstellungen seiner Gemälde fanden statt in Kalkutta (1934 und 1945), Allahabad und Lucknow (1936), Delhi (1939), Bombay (1946), Basel und Bonn (1977), Stuttgart (1984) sowie eine Retrospektive in Konstanz (1996).  
Govinda sah sein Werk als Brückenbau zwischen den spirituellen Traditionen Europas und Asiens: „Es möge ein Ansporn sein, das auch andere anregt, die Brücke in beiden Richtungen zu überqueren. In keinem Fall aber soll es jemanden veranlassen, von der einen zur anderen Seite zu konvertieren.“

## Arya Maitreya Mandala
Inspiriert durch seinen Lehrer Ngwang Kalsang und Tagore gründete Govinda 1933 den Orden Arya Maitreya Mandala, über den der König von Sikkim Tashi Namgyal die Schirmherrschaft übernahm.
Die Angehörigen des Arya Maitreya Mandala legen beim Eintritt ein Bodhisattva-Gelübde ab. Doch schreibt der Orden seinen Mitgliedern keine bestimmte Lebensform wie Zölibat oder Besitzlosigkeit vor, sondern lässt ihnen jede persönliche Freiheit. Er vertritt eine integrative Sicht buddhistischer Philosophie und Praxis. Die Mitglieder pflegen das Studium buddhistischer Philosophie und tantrische Sadhāna-Übungen, die als Geheimlehre durch Initiation von Lehrer auf Schüler übermittelt werden. Der Orden setzt ein mindestens dreijähriges Noviziat voraus, das dem Studium buddhistischer Philosophie und dem meditativen Training dient.
Dem Orden schlossen sich bei seiner Gründung indische Gelehrte an, darunter die Indologen Benimadhab Barua (1888–1948) und Benoytosh Bhattacharyya (1897–1964). Ab 1952 verbreitete sich der Orden international, wobei die ersten Niederlassungen in Vietnam und Deutschland entstanden. Den europäischen Zweig des Ordens rief Hans-Ulrich Rieker ins Leben. In Deutschland wurde der Orden von Lionel Stützer und Harry Pieper geleitet, in der Schweiz von Henry Noel Marryat Hardy, in Ungarn von Ernö Hetényi.
1982, drei Jahre vor seinem Tod, gab Anagarika Govinda die Leitung des Ordens, das Amt des Acharya, an seinen Hauptschüler Karl-Heinz Gottmann weiter, der es bis 1999 ausübte. Bis zum 20. März 2015 stand Armin Gottmann an der Spitze des Arya Maitreya Mandala. Neuer Leiter des Ordens ist Volker Zotz.

## Wirkung
Govinda war als Interpret des Buddhismus und Daoismus von Einfluss auf Intellektuelle und Kulturschaffende. Seine Bücher haben wesentlich dazu beigetragen, das Interesse am Buddhismus in Europa und den USA seit den sechziger Jahren zu fördern. Sein in zahlreiche Sprachen übersetztes Werk "Der Weg der weißen Wolken" hat maßgeblich dazu beigetragen, das öffentliche Interesse an Tibet, seiner Kultur und seinem politischen Schicksal zu fördern. 

„Ich wusste nicht, wer dieser Govinda ist, aber seine Antworten waren diejenigen, die mir (obgleich ich katholisch bin und mich viele Jahre mit Theologie beschäftigt habe) den tiefsten Eindruck machten und die mir so entsprachen, als kämen sie aus mir selbst. […] Seine Sprache und die ihr zugrundeliegende Denkmethode waren europäisch. Mit dieser Methode kann er uns Europäern schwierigste östliche Inhalte nahebringen, ohne sie unerlaubt zu vereinfachen und ohne tiefe Geheimnisse zu bloßer 'Lebensphilosophie' zu verdünnen.“

Zu seinen wichtigen direkten Schülern in Europa zählen Jack Austin, Karl-Heinz Gottmann, Armin Gottmann, Ernst Pagenstecher, Harry Pieper und Volker Zotz. Govindas Sicht des Buddhismus weist laut Zotz, der sich nach Govindas Tod teilweise von ihm distanzierte, "eine starke subjektive Note auf, die ihn vor allem das sehen ließ, was er suchte. Sein Wahrnehmen Asiens und des Buddhismus war schöpferisches Gestalten einer eigenen Wirklichkeit.". Andererseits würdigt Zotz bis in die heutige Zeit Govindas Leistungen: "Die intensive persönliche Begegnung und langjährige Auseinandersetzung mit ihm beeinflusste meine Weise des Lesens der klassischen Literatur Indiens stark, wenn es um die Suche nach praktisch wirksamen essenziellen Aussagen ging."
Die Gründung der Institution Komyoji, die sich interkulturell mit Spiritualität beschäftigt, geht zum Teil auf Ideen Anagarika Govindas zurück. Der Nachlass Govindas wird von der Lama und Li Gotami Govinda Stiftung verwaltet.

## Werke
- Die Grundgedanken des Buddhismus (Leipzig 1920)
- Rhythmische Aphorismen (Dresden 1926)
- Gedanken und Gesichte (Dresden 1927)
- Abhidhammattha Sangaha – Ein Compendium buddhistischer Philosophie und Psychologie (München 1931)
- Art and Meditation (Allahabad 1936)
- Die psychologische Haltung der frühbuddhistischen Philosophie (Allahabad 1939)
- Stupa Symbolism (Allahabad, London 1940)
- Grundlagen tibetischer Mystik (1956)
- Der Stupa – Psychokosmisches Lebens- und Todessymbol (1976)
- Mandala – Gedichte und Betrachtungen (1961)
- Der Weg der weißen Wolken (1966)
- Schöpferische Meditation und multidimensionales Bewußtsein (1977)
- Die innere Struktur des I Ging (1981)
- Buddhistische Reflexionen (1983)
- Lebendiger Buddhismus im Abendland (1986)
- Die Dynamik des Geistes (1992; = Neuauflage von „Die psychologische Haltung …“)
- Leben im Geiste des Buddhismus. (Leicht gekürzte Neuauflage von: Das Buch der Gespräche). Angkor Verlag, Frankfurt 2006. ISBN 3-936018-41-3
- Buddhistische Wege in die Stille – Schöpferische Meditation und multidimensionales Bewusstsein (2007)
- Initiation. Vorbereitung, Praxis, Wirkung. Herausgegeben von Birgit Zotz. Luxemburg: Kairos Edition 2014 ISBN 9782919771073

## Prominente europäische Schüler Anagarika Govindas
in alphabetischer Reihenfolge
- Armin Gottmann
- Karl-Heinz Gottmann
- Henry Noel Marryat Hardy
- Ernö Hetényi
- Robert Janssen
- Lionel Stützer
- Wilhelm Müller
- Ernst Pagenstecher
- Neville G. Pemchekov Warwick
- Rudolf Petri
- Harry Pieper
- Hans-Ulrich Rieker
- Karl Schmied
- Karel Werner
- Volker Zotz